# Mizuki Fujii

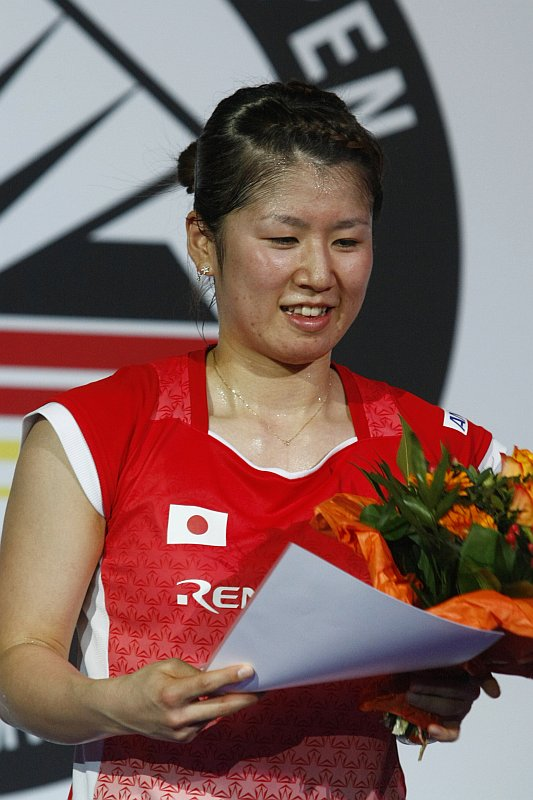
Mizuki Fujii

Mizuki Fujii (jap. 藤井 瑞希, Fujii Mizuki; * 5. August 1988 in Ashikita, Präfektur Kumamoto) ist eine japanische Badmintonspielerin.

## Karriere
Ihren ersten größeren Erfolg hatte sie bei den landesweiten Mittelschulmeisterschaften 2002, wo sie im Einzel Gold gewann. Nachfolgend besuchte sie die Yamada-Oberschule im nordjapanischen Aomori, auf der auch ihre spätere Teamkollegin Reika Kakiiwa, als auch Kaori Imabeppu, Eriko Hirose und Koharu Yonemoto gingen. 2006 gewann sie im Doppel mit Reika Kakiiwa sowohl die Badminton- (高校選抜, kōkō sembatsu) als auch die Inter-High-Oberschulmeisterschaften (高校総体, kōkō sōtai), letztere auch im Einzel.
Sie spielt für die Werksmannschaft von Renesas Semiconductor Kyūshū/Yamaguchi, einer Tochter von Renesas Electronics.
Mizuki Fujii gewann 2008 die Canadian Open im Damendoppel mit Reika Kakiiwa. 2010 wurden beide Zweite bei den Korea Open und den Dutch Open. Bei den Weltmeisterschaften 2009 und 2010 reichte es jedoch nur zu Platz neun. Mit dem japanischen Team wurde Fujii Dritte bei der Team-WM im Uber Cup 2010.
Im Mixed spielt sie mit Hirokatsu Hashimoto, mit dem sie an den Asienspielen und der Weltmeisterschaft 2010 teilnahm sowie den 2. Platz bei den Australia Open 2011 erreichte.

## Sportliche Erfolge
| Saison | Veranstaltung       | Disziplin   | Platz | Name                               |
| ------ | ------------------- | ----------- | ----- | ---------------------------------- |
| 2008   | Canadian Open       | Damendoppel | 1     | Reika Kakiiwa / Mizuki Fujii       |
| 2009   | Weltmeisterschaft   | Damendoppel | 9     | Reika Kakiiwa / Mizuki Fujii       |
| 2009   | All England         | Damendoppel | 9     | Reika Kakiiwa / Mizuki Fujii       |
| 2009   | Singapur Open       | Damendoppel | 5     | Reika Kakiiwa / Mizuki Fujii       |
| 2010   | Dutch Open          | Damendoppel | 2     | Reika Kakiiwa / Mizuki Fujii       |
| 2010   | Korea Open          | Damendoppel | 2     | Reika Kakiiwa / Mizuki Fujii       |
| 2010   | Swiss Open          | Damendoppel | 5     | Reika Kakiiwa / Mizuki Fujii       |
| 2010   | Asienspiele         | Mixed       | 9     | Hirokatsu Hashimoto / Mizuki Fujii |
| 2010   | Asienmeisterschaft  | Mixed       | 5     | Hirokatsu Hashimoto / Mizuki Fujii |
| 2010   | Weltmeisterschaft   | Damendoppel | 9     | Reika Kakiiwa / Mizuki Fujii       |
| 2010   | Weltmeisterschaft   | Mixed       | 17    | Hirokatsu Hashimoto / Mizuki Fujii |
| 2010   | Denmark Open        | Damendoppel | 3     | Reika Kakiiwa / Mizuki Fujii       |
| 2010   | Osaka International | Damendoppel | 1     | Reika Kakiiwa / Mizuki Fujii       |
| 2010   | Malaysia Open       | Damendoppel | 5     | Reika Kakiiwa / Mizuki Fujii       |
| 2010   | Asienspiele         | Damendoppel | 9     | Reika Kakiiwa / Mizuki Fujii       |
| 2010   | Uber Cup            | Damenteam   | 3     | Japan                              |
| 2011   | Australia Open      | Mixed       | 2     | Hirokatsu Hashimoto / Mizuki Fujii |